# BATE (empresa)
La Planta de Equipos Eléctricos de Automóviles y Tractores de Borisov (en ruso: Борисовский завод автотракторного электрооборудования, Borisovskiy zavod avtotraktornogo elektrooborudovaniya), más conocida por sus siglas BATE (БАТЭ), es una empresa especializada en el diseño y fabricación de arrancadores y alternadores para automóviles, camiones, autobuses, maquinaria agrícola y equipos de construcción. La empresa fue fundada en 1958 y está situado en Borisov, Bielorrusia. Es internacionalmente conocida por su equipo de fútbol profesional, el FC BATE Borisov.

## Historia
La planta BATE fue fundada en 1958 en Borisov, entonces ciudad de la República Socialista Soviética de Bielorrusia. Durante la era soviética fue un participante frecuente de exposiciones industriales y ganador de la competencia de la industria socialista. Muchos trabajadores de la fábrica ganaron varios premios, recibieron órdenes y medallas. En 1977 la planta BATE fue galardonado con el título del 60 aniversario de la Gran Revolución de Octubre. Los productos de la planta se exportaron a decenas de países. Después del colapso de la Unión Soviética, la planta pasó a ser una sociedad anónima y desde 1993 funciona como JSC "Planta de Equipos Eléctricos de Automóviles y Tractores de Borisov".
Su actividad industrial y comercial entre 1990 y 2000 no sólo ha continuado, sino que también ha desarrollado nuevos productos. Entre los consumidores habituales están BelAZ, MAZ, AvtoVAZ, KamAZ, GAZ, UAZ, ZIL, ZMZ o MMZ, entre otras organizaciones. BATE es un proveedor constante de productos en piezas de recambio del mercado. Es la empresa industrial más grande de Borisov y cuenta con alrededor de 4 000 empleados.